# Tanjungmulya (Tanjungkerta)
Tanjungmulya is een bestuurslaag in het regentschap Sumedang van de provincie West-Java, Indonesië. Tanjungmulya telt 4175 inwoners (volkstelling 2010).